# Luka Adžić
Luka Adžić (serbisch-kyrillisch Лука Аџић; * 17. September 1998 in Belgrad) ist ein serbischer Fußballspieler.

## Karriere

### Verein
Luka Adžić erlernte das Fußballspielen in der Jugend vom FK Roter Stern Belgrad. Hier unterschrieb er am 1. Oktober 2016 seinen ersten Profivertrag. Der Verein aus Belgrad spielte in der ersten Liga. Die Saison 2016/17 wurde er mit dem Verein Vizemeister. Am Ende der Saison 2027/18 feierte er mit Roter Stern die serbische Meisterschaft. In zwei Spielzeiten absolvierte Adžić 33 Erstligaspiele. Hierbei erzielte er sechs Treffer. Für eine Ablöse von 800.000 € wechselte er im Juli 2018 nach Belgien zum Erstligisten RSC Anderlecht. Bei dem Klub aus Anderlecht kam er in seiner ersten Spielzeit nicht zum Einsatz. In der Hinserie der Saison 2019/20 kam er fünfmal in der Liga zum Einsatz. Im Januar 2020 wechselte er bis Saisonende zum niederländischen Erstligisten FC Emmen. Für den Erstligisten aus Emmen bestritt er zwölf Ligaspiele. Ende Juni 2020 kehrte er nach Anderlecht zurück. Zwei Monate später wurde er an den türkischen Erstligisten MKE Ankaragücü ausgeliehen. Bis Januar 2021 bestritt er für den Verein aus Ankara elf Erstligaspiele. Direkt im Anschluss wechselte er im Januar 2021 ein zweites Mal zum FC Emmen nach Holland. Bis Saisonende stand er zwölfmal auf dem Spielfeld. Nach der Ausleihe kehrte er Ende Juni 2021 nach Anderlecht zurück. Hier wurde sein Vertrag nicht verlängert. Im August 2021 unterschrieb einen Vertrag für eine Spielzeit beim holländischen Erstligisten PEC Zwolle. Mit dem Klub aus Zwolle spielte er 22-mal in der ersten Liga. Im Juli 2022 kehrte er in seine Heimat zurück. Hier unterschrieb er in Belgrad einen Vertrag beim Erstligisten FK Čukarički. Nach zwei Spielzeiten, in denen er 53 Ligaspiele bestritt, wechselte er im Juli 2024 nach Thailand, wo er in Bangkok einen Vertrag beim Erstligisten Bangkok United unterschrieb. Am Ende der Saison 2024/25 feierte er mit Bangkok die Vizemeisterschaft.

### Nationalmannschaft
Luka Adžić spielte von 2015 bis 2020 in verschiedenen Nationalmannschaften Serbiens.

## Erfolge
FK Roter Stern Belgrad
- Serbischer Meister: 2017/18
- Serbischer Vizemeister: 2016/17

Bangkok United
- Thailändischer Vizemeister: 2024/25